# ゴッド・オブ・ウォーII 終焉への序曲
『ゴッド・オブ・ウォーII 終焉への序曲』（ゴッド・オブ・ウォー しゅうえんへのじょきょく、God of War II）はソニー・コンピュータエンタテインメントが開発したアクションゲームで『ゴッド・オブ・ウォー』の続編。日本では2007年10月25日に発売された。2枚組で、もう一枚のディスクにはこのゲームの製作過程を記録した映像が収録されている。また日本語版の「終焉への序曲」という副題は原版の副題The End Beginsに基づいている。

## 概要
米国の大人気シリーズ「ゴッド・オブ・ウォー」の第二作として開発された。前作の時点でPlayStation 2史上に残る最高画質のゲームと評価が高かったが、今作ではさらにそれを凌駕した美麗なグラフィックと、なおかつすべてのシーンでスムーズにキャラクターが動き、ステージを移動するごとにありがちなロード時間が無いに等しいなど、システム面の作りこみの高さが高く評価されている。
また、アクションゲーム初心者に配慮した適当にボタンを連打しているだけでもクリアできるイージーモードから、ザコの攻撃を数発食らうだけですぐにゲームオーバーになってしまうベリーハードまで、あらゆるユーザー層を意識して合わせたゲームバランスと、硬派な作りがより人気を呼んでいる。本作では序盤からプレイヤーよりもはるかに巨大な人間の彫刻と対峙することもあり、ダイナミックな演出も特徴的である。また、アテネで開催した発売記念パーティーでは「首をはねたヤギ」を用いた演出が動物保護団体から抗議を受けたことがニュースとなり、日本のテレビニュース等でも取り上げられたことがある。
開発はソニーの傘下開発スタジオ「ソニー・コンピュータエンタテインメント・アメリカ」が行ったが、日本の同社がローカライズ化を拒否したため、日本語化と販売はカプコンが行った。また、日本語化に伴い、前作同様一部のシーンがカット・編集・変更されたり、キャラクタのテクスチャの張替えが行われている。ただし、ゲームの根幹（謎解きやアクション）となる部分にはあまり変更は加えられておらず、生身の人間を虐殺するシーンや肉体破壊、およびそれを用いた攻撃（首はね、目玉抜き、手をもいで敵にたたきつける等）はそのまま使われている。

## ストーリー
戦いの神アレスへの復讐を果たし、新たな戦いの神となったクレイトスだったが、未だに忌まわしい記憶が付きまとい、絶大な力を得たクレイトスは人間で居た頃よりもはるかに残虐で冷酷無比な狂神と化してしまう。さらに、今までの出来事の積み重ねから神々を信用できなくなっていたクレイトスは、かつて同じ玉座に座っていたアレスよりも無慈悲な戦い方でスパルタの軍勢を統率し、他の神を信仰する街を次々と侵略を繰り返すなど、神々に対して因縁をつけると言っても過言ではない日々を過ごしていた。
そしてある日、クレイトスはロドス島の街を侵攻し、自ら最後の止めを刺しに地上へ降り立ったのだが…。

## ゲームシステム
前作を踏襲しつつ、「コンテキスト・センスティブ・アタック」に新しい入力コマンドが追加されたり、炎の翼を持つペガサスに乗り込んで空中戦を繰り広げるステージなどが追加されている。
また、メイン武器であるブレイズ・オブ・アテナを用いたワイヤーアクションシーンが多数導入されており、基本的な動作スピードはそのままであるが、よりスピード感のある演出とステージ構成を可能としている。

### 謎解きとボス戦
前作をプレーしているユーザーも意識してか、謎解きの難易度は上昇している傾向にある。人によっては前回と比較して戦闘より謎解きが多くなったと言うが、前作ではボスが事実上3体（ヒュドラ、巨大ミノタウルス、アレス）しかいなかったのに対して、今作ではボスがかなり多くなっており、その討伐にも謎解きを必要とするため、それが体感的に「謎解きシーンが多くなった」と感じる所以であろう。

### アイテムと魔法
いくつかの新たな攻撃方法が追加されている。メイン武器であるブレイズ・オブ・アテナを基本に、前作では1つしかなかったサブウェポンが3つに増えた。
つまり、武器の合計が4つになる。また、攻撃魔法の種類も一部変更されている。
ブレイズ・オブ・アテナ(Blades Of Athena)
前作のエンディングで女神アテナより授かった二振りの短剣。鎖と繋がっており、その両端はクレイトスの腕に絡み付いて離れることは無い。戦闘の際は、鎖鎌のように振り回して攻撃する。形状は前作のメイン武器、ブレイズ・オブ・カオスとほとんど同じだが、黄金を基調とした色使いに青く輝くオーラをまとい、ブレイズ・オブ・カオスとは対照的な聖剣を思わせるカラーリングに変更されている。ゲームが進むとブレイズ・オブ・カオスと同じ色（灰色の刀剣に赤い炎をまとった物）に変更される。
オリュンポスの剣(Blade of Olympus)
オープニングでゼウスより授かる伝説の剣。サブウェポンの一つで、ゲームが進むとブレイズ・オブ・アテナと切り替えて振り回すことができる。クレイトスの神の力を吸収しており、非常に威力が高い反面、ブレイズ・オブ・アテナと比較すると、鎖がない分リーチが短い。通常プレイ時は使える場面が非常に限られているが、クリアすると次プレイ時から通常でも使用可能になる。条件を満たすと剣先からビームを繰り出す必殺攻撃が可能になる。
バーバリアンハンマー(Barbarian Hammer)
宿敵バーバリアンキングから奪える巨大な木槌。サブウェポンの一つで、ゲームを進めると入手できる。扱いにくさと、攻撃パターンが少ないため通常攻撃のみを目的として利用するのは難しいが、一撃は非常に強力。また、強化するとハンマーから悪霊を召喚して敵を自動攻撃する技が使えるようになる。
宿命の槍(Spear of Destiny)
ハデスの死霊軍団の大将が持っていた槍。サブウェポンの一つ。ブレイズ・オブ・アテナに匹敵するリーチを持つ。威力は高いが一度の攻撃が非常に遅い。敵を浮遊させる技や、追い討ちをかける事を得意とした攻撃方法が特徴的である。
イカロスの翼(Icarus Wings)
イカロスからもぎ取った翼。滑空して飛行することができるようになる。また、戦闘でも敵を浮かせたり、翼で弾き飛ばしたりすることが出来るようになる。仕掛けを解くのにも用いられる重要なアイテム。
金羊の毛皮(Golden Fleece)
敵の放った飛び道具や攻撃魔法、ビームなどをはじき返す肩当。防具として使うほか、謎解きにも用いられる。
ポセイドン・レイジ(Poseidon Rage)
前作で海の神ポセイドンから授かった魔法。周囲に電撃を放ち、焼き尽くす。この魔法のみ発動時に台詞が組み込まれており、日本語版では「苦しみを味わえ！」「我こそ戦神なり！」などと叫びながら発動する。通常はメインで使うことは出来ない。以降に記述される魔法は、いずれも魔力を消費して発動する。
テュポン・ベイン(Typhon s Bane)
タイタン神族のテュポンから奪った弓。前作の「ゼウスフューリー」と同性質を持つ攻撃魔法。弓を構え、風の魔法の矢を発射する。一撃の威力は低めだが連射が効き、遠くから安全に攻撃できる。謎解きにも用いられる。
クロノス・レイジ(Cronos Rage)
タイタン神族のクロノスから授かる攻撃魔法。その場に電撃の玉を放ち、一定時間近くの敵を攻撃する。一度に3つまで出すことができ、囲まれた際に大きな威力を発揮する。また攻撃を受けた（一部のボス以外の）敵は痺れて大きな隙ができる。
エウリュアレの首(Head of Euryale)
前作「メデューサゲイズ」と同性質を持つ特殊魔法。エウリュアエの首を取りだし石化光線を発射、敵を石化して一定時間無力化することができる。石化した相手は脆くなり倒されるとバラバラに崩れる。また空中から石化して落ちると一撃で砕け死亡する。これはクレイトスが石化した際も同様である。
アトラス・クエイク(Atlas Quake)
地震を起こして周囲一帯の敵を攻撃する魔法で、アトラスから授かる。魔法の中では最も攻撃力が高い半面、魔法力消費量も一番激しい。レベルアップすると発動中にボタンを連打することによって岩石をばらまき、さらに大ダメージを与えられるようになる。また、通常使える魔法の中では唯一無敵時間が発生する。
レイジ・オブ・タイタン(Rage of Titan)
クレイトスが怒りの炎に包まれ、全ての攻撃力が強化される上に敵の攻撃を受けても怯まなくなる（ダメージは受ける）。また一部の壁や障害物、敵を撃破する事が可能になる。正確には魔法ではなく、魔法とは別のゲージが用意されており、ダメージを受けたり「レイジ・オブ・タイタン」のゲージを回復させるオーブを取得することによってゲージを回復できる。前作で似たものに「レイジ・オブ・ゴッド」があるが、本作では完全にゲージが回復していなくてもレイジ化する事、途中でレイジ化を解除する事がそれぞれ可能になった。

## 主要キャラクター
クレイトス
声 - 玄田哲章
本作の主人公。戦いの神アレスを倒したことで、人間の身でありながら新たな戦いの神となる。しかし忌まわしい記憶は消えることはなく、10年間も仕えたのに苦しみから解放してくれなかった神々を激しく憎むようになる。そして故郷スパルタの民を新たな家族とし、戦争によるスパルタの栄光と繁栄に古傷の癒しを見出していた。ロードスの街を襲撃中にゼウスの力で巨大化能力を失い、彼のオリュンポスの剣を用いた策略で戦神の力も奪われ元の人間に戻ってしまう。そして冥界に落とされたがガイアの力で復活し、ゼウスに復讐を果たすために彼女の助言を基に運命の女神の居座る神殿に向かう。
ゼウス
声 - 小島敏彦
オリュンポス十二神をはじめとする神々の王。アレス以上の狂神となってしまったクレイトスの行動を見かね、鷲に化けて彼の巨大化能力を奪いコロッサスを差し向ける。さらにはクレイトスを騙してオリュンポスの剣を授けて神の力を奪い、力を失った彼を無慈悲にも剣で刺し貫く。巨大化と雷撃、そしてオリュンポスの剣を使った剣術を得意とする。
アテナ
声 - 魏涼子
彼女もまた兄アレスと同じ戦いを司る神であり、都市アテネの守り神。クレイトスをアレスに代わる戦いの神の座へと就かせたが、クレイトスのアレスと変わらぬ傍若無人な行動を見かねて「街を破壊するたびに神々の怒りが増している」と忠告をするが、相手にされなかった。この事をきっかけにクレイトスを見限り、その処罰を父ゼウスに委ねた。しかし失敗した後、運命の女神を求める冒険をするクレイトスに幾度か説得を試みている。
ガイア / ナレーション
声 - 鈴木れい子
かつてレアの願いでクロノスからゼウスを庇い、彼を育てた大地の女神を司るタイタン。しかしそれは結果的に自分達タイタン族の没落を招く事となった。ゼウスを自らの手で育てた過ちを正す為、クレイトスを冥界から救い出し、ゼウスへの復讐の使命を与えた。『III』以外のほぼ全てのナレーションはガイアである。
エウリュアレ
声 - 定岡小百合
『ゴッド・オブ・ウォー』シリーズに登場するすべてのゴルゴン達の母。前作で妹メドューサを含めた我が子らを殺めたクレイトスに恨みを持っている。巨体を誇りながら子供たちとは比べものに成らないほどの巨大な石化光線を放つ。
ラケシス
声 - 本田貴子
運命の三女神の一人。運命の糸を割り当てる者。自らの運命を変えようと自分達の元へとやってくるクレイトスを玉座で待ち受けている。
アトポロス
声 - 西宏子
運命の三女神の一人。運命の糸を断ち切る者。鏡の中で生きており、過去を捻じ曲げようとクレイトスがアレスを倒した際に使用した剣を破壊しようとする。
クロト
声 - 定岡小百合
運命の三女神の一人。運命の糸を紡ぐ者。巨大な怪物の如き姿をしており、運命を変えようとするクレイトスと対峙する。
テュポン
声 - 木村雅史
タイタン族の一人。オリュンポスの神々に恨みを持っており、氷山のような牢獄に閉じ込められている。クレイトスをゼウスの僕として見ている為、彼に対しては威圧的な態度を示している。しかし、最後は左目の眼球にある弓（テュポン・ペイン）を取り出すためにクレイトスによって左目を切り裂かれ、右目に弓による目潰しを食らった。
バーバリアンキング
声 - 木村雅史
かつてクレイトス率いるスパルタ軍を打ち負かし、クレイトスを処刑寸前まで追い詰めた蛮族の王。クレイトスへの復讐だけを胸に秘め、冥界から多数の怨霊を引きつれて抜け出し、かつて自ら戦に赴いた際に使った馬に跨って運命の女神の基に向かおうとしていた。巨大なハンマーと怨霊を使った攻撃を用い、怨霊を取り込んで巨大化することができる。
プロメテウス
声 - 楠見尚己
人間にオリュンポスの炎を与えたことによってゼウスの怒りを買い、人間の姿に変えられテュポンを幽閉している山中にて張り付けにされたまま、生きながらにして毎日肝臓をハゲタカに啄まれる責め苦を強いられている。クレイトスに自らをオリュンポスの炎に投げ込み、苦痛から解放するよう懇願する。彼の願いを聞き入れれば、その炎がクレイトスに「レイジ・オブ・タイタン」を授ける。
アトラス
声 - 楠見尚己
タルタロスで地上と天を背負い続けているタイタン族。
PSP版ソフトで前作の前日譚に当たる「落日の悲創曲」ではハデスの妻のペルセポネと結託してヘリオスを捕らえ、地上を混沌の闇で包み込んで地上を破滅に追いやろうとしたが、神々からの指名を受けたクレイトスの活躍によって阻止され自身を縛っていた鎖を地上に突き刺されたため、地上と天を背負う責め苦を強いられることとなった。今作ではその時の恨みを晴らさんとクレイトスを握りつぶそうとするも彼の使命を理解し、自らの力を分け与えた後に地上に送り返した。
ペルセウス
声 - 竹若拓磨
自身の妻、アンドロメダをハデスから取り戻すため、運命の女神のもとに向かおうとした神に仕える戦士。クレイトスと鉢合わせたことで、彼を打ち倒せば女神に会える「試練」と勝手に解釈し戦いを挑む。戦いでは神々から授かった道具を使って挑む。
クロノス
声 - 石川ひろあき
ガイアの息子であり、ゼウスの父にあたるタイタン族。オリュンポスの神々との大戦において敗れた後は、やがて砂がその体からすべての肉を削ぎ落とすまで、パンドラの神殿を背負いながら砂漠をさすらう運命をゼウスによって背負わされている。今回は時の軍馬の建物の中に残した自身の魔力による記憶と回想のみで、実質的には登場していない。
テセウス
声 - 石川ひろあき
時の軍馬の管理をゼウスに命じられた神官。神の力を失いながらもゼウスに復讐を成し遂げようとするクレイトスをあざ笑い、彼を「若造」と言い両刃槍と魔法を使って戦いを挑む。
イアソン
「金羊の毛皮」を持ち、幾多もの兵士を引き連れて運命の女神のもとに向かおうとしていたが、カースド・ケルベロスの餌食となった。イアソンがなぜ運命の女神のもとに向かっていたかは不明のままとなっている。
イカロス
声 - 四宮豪
ゼウスに拘束された父ダイダロスを解放する際に行った自らのミスを無かったことにするために運命の女神の下に向かおうとしていた、衰弱した体と反比例しているほどの巨大な翼を持った老人。クレイトスは彼の存在すら知らなかった。自身の試練の邪魔となるクレイトスをタルタロスに落とそうとしたが、逆に自身の翼をクレイトスにもぎ取られ、断末魔の声を上げたままタルタロスの底深くへと落ちていった。
神官 1
声 - 川村拓央
運命の女神達の居座る「女神の宮殿」の門を開く鍵となっていた女神に仕える神官。クレイトスに自らの命と引き換えに門を開けさせまいと自身を牢屋に閉じ込め、レジオネアやサテュロスを召還して自身を殺そうとした。
神官 2
声 - 樫井笙人
運命の女神達の居座る「女神の宮殿」の門を開く鍵となっていた女神に仕える神官。クレイトスを女神のもとに生かせないために投身自殺を図る。
スパルタ兵
クレイトスがゼウスによって刺し貫かれた後にゼウスが行ったスパルタ兵への「天罰」を生き残った、ロードス島に侵攻していたスパルタ兵の生き残り。復活したクレイトスの指示でスパルタに戻り戦いの準備をする。
レア
クロノスの妻でゼウス達の母。ガイアの回想にのみ登場。
己の保身のために我が子らを飲み込み続ける夫に耐え兼ねて、末っ子のゼウスをガイアに託して守り抜いた。
ポセイドン
ゼウスの兄。アトラスの回想とエンディングにのみ登場。タイタンとの大戦ではアトラスを雷撃で拘束し、ハデスを援護した。
ヘルメス
ゼウスの息子。エンディングにのみ登場。今作では髪が炎のように燃えていたが『III』では光る髪に変えられた。
ハデス
ゼウスの兄。アトラスの回想とエンディングにのみ登場。前作では幽鬼のような顔つきだったが、本作から兜で素顔を隠し、全身に棘を生やした巨漢の姿で登場している。
タイタンとの大戦では父クロノスを1人で圧倒し、弟ポセイドンとの連携でアトラスを倒し捕虜とした。
ヘリオス
ヒュペリオンの息子で、ロードス島のコロッサスのモデル。エンディングにのみ登場。クレイトスに救われた過去を持つ。

## その他

### God of War Collection
『God of War』と『God of War II』を合わせて1枚のBlu-rayディスクに収録し、PS3用ソフトとして移植したもの。解像度が720p HD対応となり、フレームレートは60fpsを実現、更にトロフィーにも対応している。日本でも2010年3月18日に発売された。
2011年4月21日にはPlayStation Plus会員限定の『God of War II HD』が配信されている。